# Фокстрот (торговельна мережа)

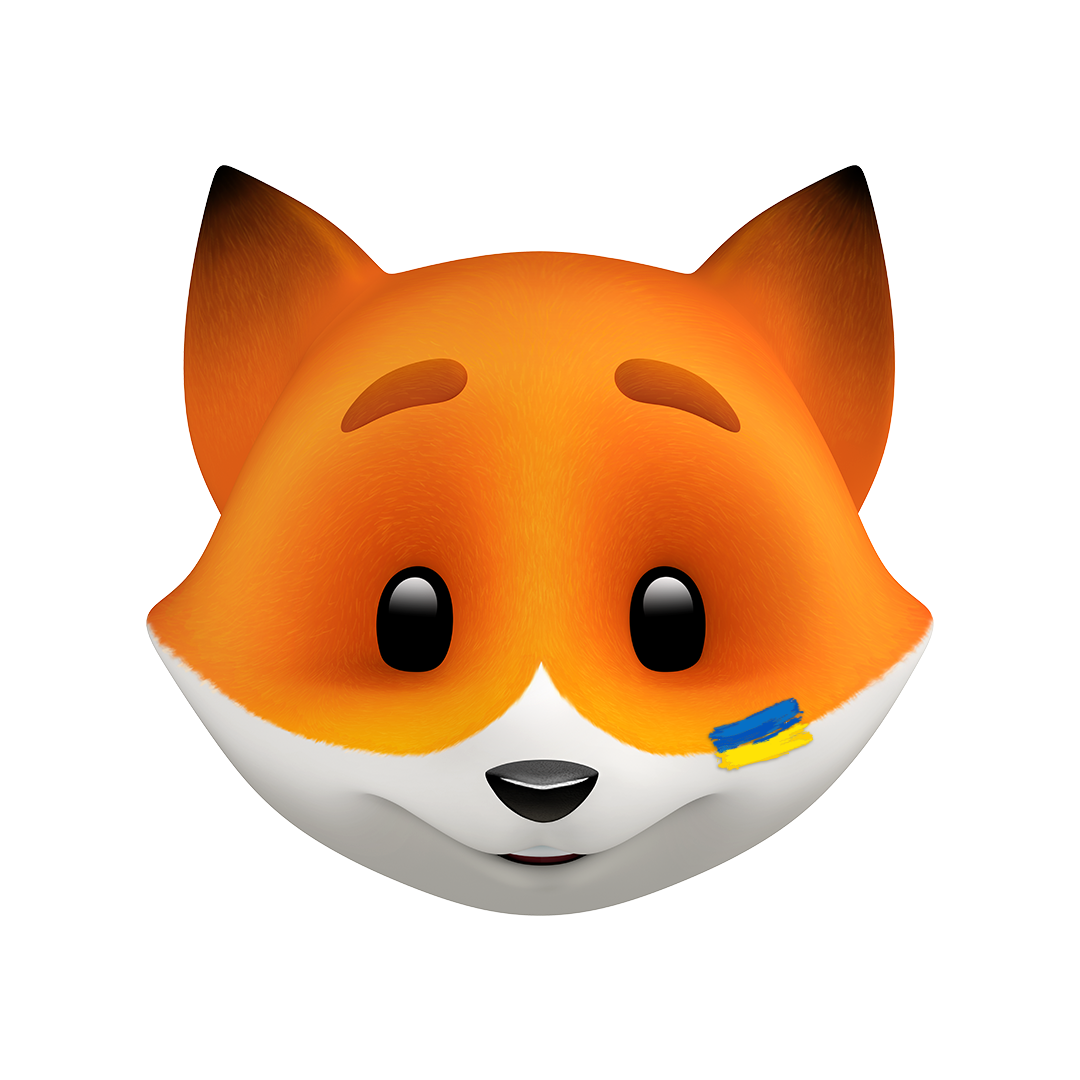
Бренд-персонаж Фоксі

Фокстро́т (Від англ. Fox — лис, лисиця) — перша українська мережа магазинів електроніки та побутової техніки, одна з найбільших омніканальних мереж (офлайн та онлайн-торгівля) у цьому сегменті за кількістю магазинів і обсягами товарного і грошового обігу. Компанією-керівником мережі є ТОВ «ФТД-РИТЕЙЛ». Входить до складу Групи компаній «ФОКСТРОТ».
Єдиний український ритейлер, який входить до Euronics — найбільшої міжнародної групи національних роздрібних компаній у сфері споживчої електроніки, що працює у 35 країнах Європи.
За підсумками воєнного 2022 року увійшов до рейтингу 25 найбільших вітчизняних ритейл-компаній України від Forbes Україна: виторг бізнесу склав 9,8 млрд грн. Також Фокстрот визнаний однією з 30 приватних компаній, які під час повномасштабної війни Росії в Україні виявилися стійкішими за інших, змогли зберегти, а з часом — і примножити бізнес.

## Історія і сучасність
Компанію засновано в 1994 році — на той час вона займалася гуртовим продажем побутової техніки та електроніки. Перший роздрібний магазин був відкритий в 1996 році у Харкові.
Максимальна кількість магазинів в історії Фокстрот — 230 (до 2014 року).
Після окупації українських територій в Донецькій, Луганській областях та АР Крим з початком російсько-української війни, компанія припинила там господарську діяльність. По можливості техніка була вивезена, а співробітникам, які мали бажання переїхати, компанія надала допомогу з працевлаштуванням. В цілому, кількість магазинів скоротилася на 30 %.

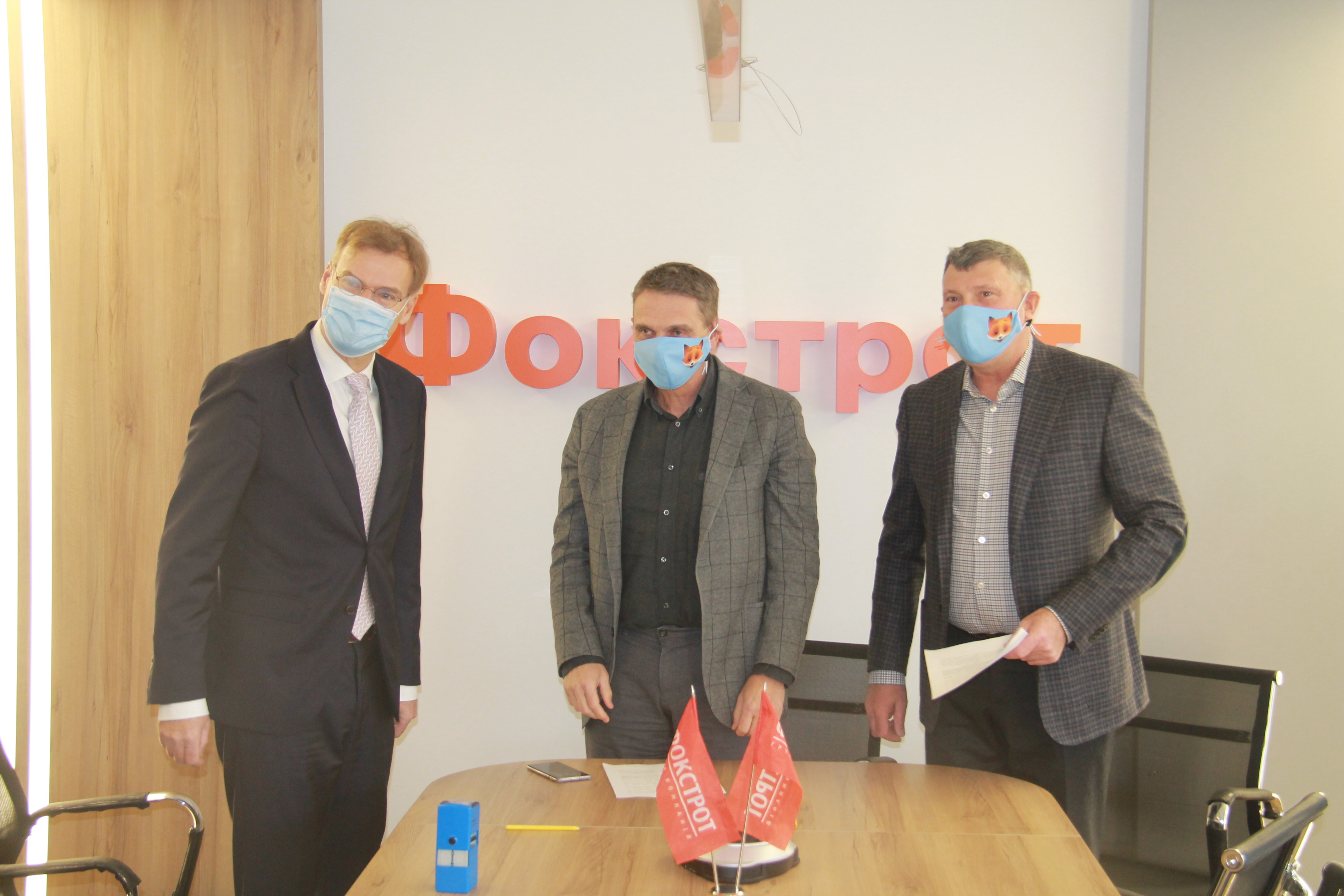
Валерій Маковецький, Геннадій Виходцев та Ян Петер Де Йонг, директор «Microsoft Україна», підписують Меморандум про взаєморозуміння

2019 року мережа почала ребрендинг з гаслом «Оновлюйся!» і запустила цілковите перезавантаження позиціювання, бізнес-процесів та оновлення магазинів.
Розпочавши апгрейд-2019, мережа Фокстрот представила новий імідж та оновила символ бренду — лисичку, яка за час функціонування компанії пережила три ребрендинги, серед яких — взагалі відмова від використання бренд-персонажу. Креативна команда компанії «вдихнула» у нього в нове життя, зробивши його диджитальним і назвавши Фоксі. Персонаж залучений у комунікаційній складовій — у рекламі, на фасадах, в соціальних мережах, магазинах і різноманітних візуальних носіях.
У 2020 група компаній «Фокстрот», яка розвиває бренд «Фокстрот», та «Microsoft» Україна уклала Меморандум про взаєморозуміння з питань модернізації інформаційних систем, цифрової трансформації, впровадження ритейл-інновацій та сучасних технологій на базі платформ Microsoft.
За результатами 2020 року Фокстрот увійшов до найкращих 100 найдорожчих брендів України (галузь E-Commerce). Список найдорожчих національних брендів складено на основі даних і розрахунків дослідницької компанії MPP Consulting.
З вересня 2020 року в мережі запущено видачу клієнтам електронні фіскальні чеки замість паперових. Фокстрот перший серед великих продавців побутової та електронної техніки, хто запровадив використання програмних реєстраторів розрахункових операцій (пРРО) по всій мережі. Уже за рік, наприкінці 2021-го, їхня доля сягала вже 90% – у роздрібних магазинах та офіційному інтернет-магазині FOXTROT.UA.
Станом на початок 2023 року компанія повністю відмовилася від усіх 500+ касових апаратів. А з моменту переходу на програмні РРО заощаджено 914 км касової стрічки, адже фіскальні чеки надсилаються клієнту в електронному вигляді sms або на e-mail. В перерахунку на аркуші А4 — це майже 400 тонн збереженої деревини.
У липні 2023 року Фокстрот увійшов до топ-10 списку «Індекс захисту персональних даних — 2023», який склали за результатами дослідження спеціалістів ГО «Інтерньюз-Україна» за підтримки Державного департаменту США через Американську асоціацію юристів (ABA ROLI) та її Фонд правосуддя та освіти, у межах програми «Сприяння інтернет свободі в Україні» в рамках проєкту під назвою «Актуалізація конфіденційності у цифровій сфері в Україні».
У грудні 2023 року Фокстрот увійшов до трійки лідерів у списку RAU Awards 2023 у номінації «Ритейлер року в сегменті техніки, електроніки та гаджетів». Церемонія нагородження кращих компаній у сфері роздрібної торгівлі та торговельної нерухомості України відбулася 6 грудня 2023 року.
Кілька років поспіль Фокстрот утримує свої позиції в рейтингах кращих компаній-роботодавців. У 2023 році увійшов до топ-15 компаній-роботодавців воєнної доби за версією видання «Ділова столиця».

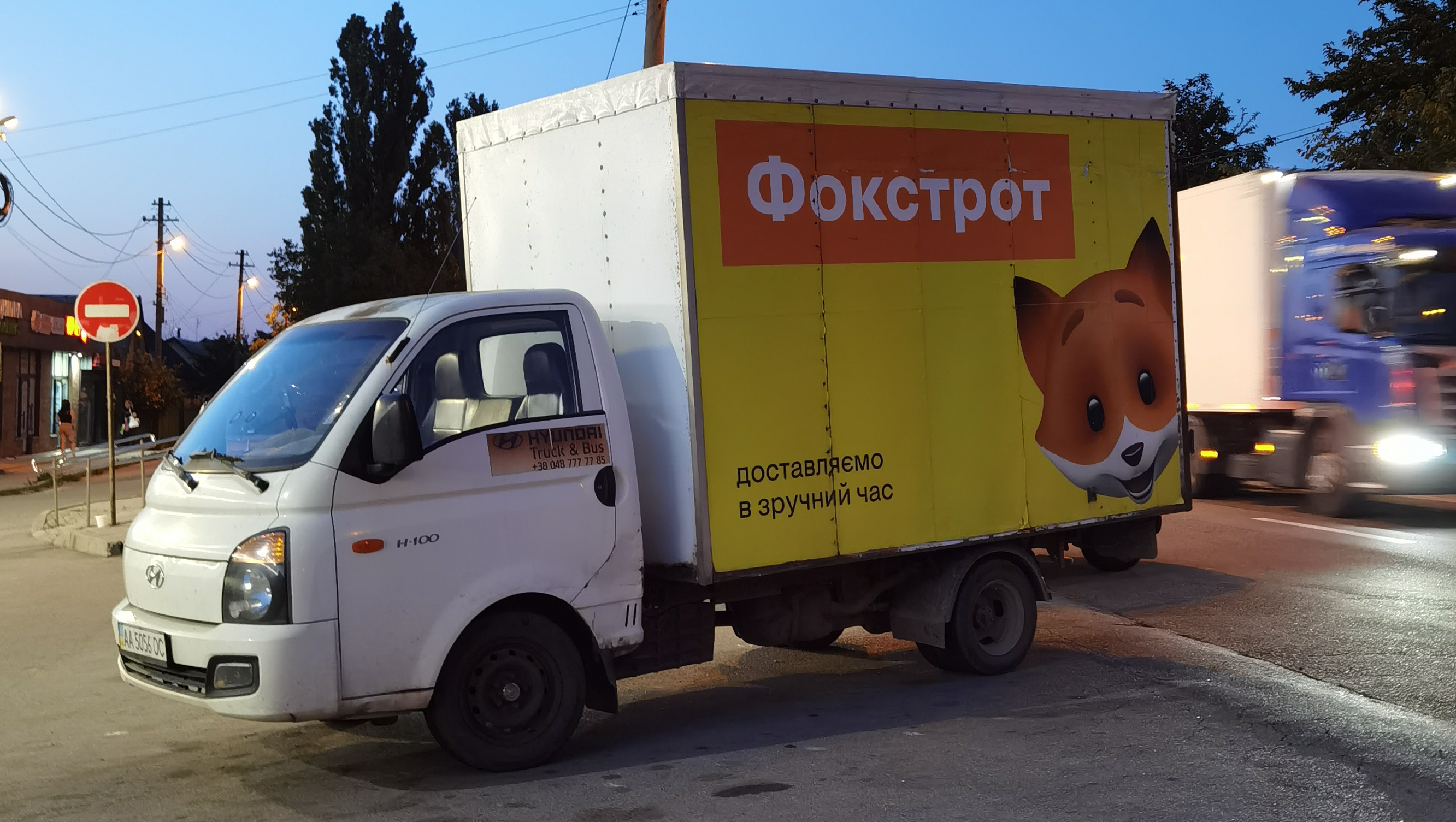
Доставка Фокстрот

Станом на грудень 2023 року мережа Фокстрот є омніканальною й охоплює 123 роздрібних магазинів у 67 містах і популярний інтернет-магазин foxtrot.ua.
З початку повномасштабного нападу Росії на Україну компанія системно підтримує українських захисників і громадян, надаючи необхідні гаджети та побутову техніку. Станом на грудень 2023 року ритейлер надав допомогу Силам оборони та постраждалим українцям на суму 21 млн грн.
У вересні 2024 року мережа Фокстрот відзначила тридцятиліття роботи на ринку України.

## Бізнес під часросійського вторгнення в Україну
У березні 2022 року через ракетні та артобстріли російських військ було повністю знищено центральний склад компанії з товаром в Гостомелі (площею 33 000 м2). Також через ворожі атаки постраждало понад 20 магазинів, у тому числі на тимчасово окупованих територіях. Сума збитків компанії склала близько 1 млрд грн..
Протягом першого року війни компанія свідомо закрила 60 магазинів, але згодом —  відновила їхню роботу, збільшивши до 100, а також приросла в кількості абсолютно нових магазинів.
У вересні 2022 року Фокстрот збудував та відкрив новий склад компанії. Площа майданчику становить 22 000 кв. м, локація —  с. Колонщина Київської області.
У листопаді 2022 року, одразу після звільнення Херсону, Фокстрот відновив там роботу магазину на пр-ті Ушакова, 26. Протягом 2022 року він працював як точка видачі онлайн замовлень. А за рік - запрацював у повноцінному форматі і наразі є єдиним мережевим магазином побутової та електронної техніки в місті.
Попри виклики воєнного часу компанія продовжива розвиток і запустила низку важливих для бізнесу проєктів:
- оновлено мобільний застосунок Foxtrot.ua (доступний в App Store та Google Play);
- на сайті підключено функцію онлайн відеоконсультацію щодо обраного товару;
- інтегровано можливість оплати цифровими активами[19][20] (перебуває на стадії апдейту);
- розширено інструменти безконтактних видів оплати у роздрібних магазинах: QR-оплати, Tap-to-phone тощо;
- у напрямку доставки —  інтегрували сервіс Uklon Delivery, що дає можливість доставляти товар за 30-60 хв.;
- запрацювала система дропшипінгу, що дозволяє доставляти товар від постачальника безпосередньо покупцю вже на наступний день. Раніше цей процес займав 5-7 днів.

Протягом 2023 року компанія відкрила 8 нових магазинів перевершивши оголошені на початку року планові показники майже удвічі. При виборі локацій зосередилися на сучасних торгових центрах, зокрема у Вінниці (ТРЦ «Мегамолл»), Дніпрі (ТРЦ Appolo), Борисполі (ТРЦ «Аеромолл») та ін. Із нещодавніх грандіозних відкриттів – презентували Фокстрот у столичному ТРЦ Ocean Plaza та оновлений магазин в ТРЦ Blockbuster Mall.

## Торгові марки
З 2007 року розвиває власні торгові марки, на початок 2020 року компанія мала три марки: Bravis — споживча електроніка (телевізори, мобільні пристрої, аудіо-відео техніка), Delfa — велика і дрібна побутова, кліматична техніка та LeChef — посуд і кухонні аксесуари. 3 листопада 2014 року компанія презентувала смартфон Bravis Ultra.
У 2021 році Фокстрот став першим в Україні офіційним дистриб'ютором великої побутової техніки європейського виробництва турецької торговельної марки ALTUS. Марка створена у 1998 році. Проєктування та виробництво техніки ALTUS здійснюється в Румунії та Туреччині. Вся продукція відповідає стандартам якості ЄС. Асортимент виробів Altus включає холодильники, морозильні камери, плити, пральні і посудомийні машини.

## Програма лояльності
В мережі діє програма лояльності ФоксFan (до 2021 року «Фокс клуб»). Учасники отримують кешбек у вигляді бонусів за покупки, вигідні персональні цінові й товарні пропозиції. На кінець 2023 року кількість учаників програми становить 13,8 млн українців і більше 97% покупок відбуваються з бонусною картою ФоксFan.

## Відзнаки
- 2012 — «Національна торговельна марка» за версією «Людина року»[28]
- 2018 — один з п'яти найбільших ритейлерів України[29]
- 2019 — одна з найкращих компаній-роботодавців України серед українських ритейлерів[30]
- 2019 — один з топ-20 еко-брендів країни[31]
- 2020 — учасник топ-25 українських брендів[32]
- 2021 — у топ-3 кращих e-commerce-ритейлерів року в сегменті техніки, електроніки і гаджетів за версією RAU Awards-2021[33];
- 2022 — у топ- 25 рейтингу найбільших вітчизняних ритейл-компаній України від Forbes Україна[3];
- 2022 — відзнака «Сміливий бізнес, що змінює країну» від CSR Ukraine за впровадження кращих практик з корпоративної соціальної відповідальності у 2022 році[34];
- 2023 — відзнака за комунікаційни кейс «Ф-підтримка для тваринки» у номінації «Корпоративний благодійний фонд» від профільного видання MMR.
- 2023 — відзнака ГК «Фокстрот» від української мережі Глобального Договора ООН в конкурсі соціальних ініціатив Партнерство заради сталого розвитку – 2023» у номінації «Воїни світла».

## Корпоративно-соціальна відповідальність
У 2021 році запущено проєкт «Пухнасті друзі в кожен дім» із фондом Happy Paw у кампанії адопції. За його підсумками проєкт став:
- фіналістом конкурсу від ГО «Глобальний договір ООН» в категорії «Мир»;
- переможцем XII Конкурсу кейсів з корпоративної соціальної відповідальності ГО CSR Ukraine. Члени міжнародного журі відзначили Фокстрот за дотримання цілі сталого розвитку №17 «Партнерство заради сталого розвитку» та назвали кращим серед претендентів саме кейс «Кожному – по пухнастому другу: як Фокстрот допомагає у зменшенні чисельності безпритульних тварин»[36].

З 24 лютого 2022 року Фокстрот організував системну допомогу захисникам України: у перші дні повномасштабної війни у компанії запрацював оперативний штаб «Допомога нашим».
За цей час команда Фокстрот опрацювала 1170 запитів та передала 7838 одиниць побутової техніки й гаджетів ЗСУ, рятувальникам ДСНС, загонам Нацгвардії, Нацполіції, громадським організаціям, благодійним фондам і волонтерам. Загальний внесок компанії на підтримку держави становить 21 млн грн. За це активісти штабу «Допомога нашим» наприкінці 2023 року отримали Подяки від Головнокомандувача ЗСУ, генерала Валерія Залужного – «За активну громадянську позицію, патріотизм і допомогу Збройним Силам України, що наближає Перемогу над ворогом».
З вересня 2022 року особлива увага компанії приділяється підтримці Сил ППО України. Зокрема, Фокстрот взяв шефство над 15 військовими частинами протиповітряної оборони Повітряних сил. За цей час видано 298 одиниць техніки на загальну суму 2,3 млн грн. Також у фокусі уваги – підтримка колег-захисників, яким передано техніки на суму 600 тис. грн.
Було організовано акцію-збір «На пташок відплати» (липень-вересень 2023 р.) для помсти за загиблого колегу-директора львівського магазина Фокстрот Олега Марковича, засновника підрозділу аеророзвідки 80 ОДШБ Foxtrot. Спочатку компанія підсилила фінансовим внеском збори корпоративних волонтерів і покупців мережі на придбання 3 дронів Mavik 3t, а потім Фокстрот закупив FPV-дронів для підшефних аеророзвідників та ще 2 військових підрозділів на 1 млн грн.
Серед інших ініціатив компанії на зміцнення України – участь у національних благодійних кампаніях та проведення власних. У червні 2023 р. компанія долучилася до ініціативи фандрейзингової платформи UNITED24, спрямувавши 1 млн грн на подолання наслідків терористичного підриву Каховської ГЕС.
Такожнівтейлер разом з БФ Happy Paw і за участі небайдужих покупців продовжує допомагати притулкам для тварин. Зокрема, в рамках програми «Ф-підтримка» вдалося зібрати 1 млн грн на допомогу безпритульним «хвостикам», врятованим із небезпечних територій і зони підтоплення на Херсонщині. Зібрані кошти спрямовано в 43 притулки на їжу для тварин, ліки і тимчасовий прихисток.
У 2023 році у низці магазинів мережі і на сайті Foxtrot.ua запущено проєкт «Безбар’єрний Фокстрот», де підключено комплекс сучасних сервісів з обслуговування відвідувачів з порушеннями слуху. Для цього впроваджено спеціалізовані ліцензійні рішення – Connect PRO, Connect Web та Connect QR – для виклику онлайн перекладача жестової мови як на сайті магазину, так і безпосередньо в торговій залі. Фокстрот став першим в Україні бізнесом, який запровадив сервіс комунікації з покупцями, для яких важко або неможливо використовувати текст. Проєкт реалізується в межах ініціативи першої леді Олени Зеленської «Без бар’єрів» та у співпраці з ГО «Громадський рух «Соціальна єдність».